# Java processzor
A Java processzor a Java virtuális gép (JVM) egy hardveres implementációja. Más szavakkal a Java bájtkódot értelmező absztrakt gép utasításkészlete egy konkrét gép utasításkészletévé válik.

## Megvalósítások
Egészen mostanáig csak néhány Java processzor érhető el:
- A picoJava volt a Sun Microsystems első próbálkozása Java processzor építésével. Utódja, a picoJava-II szabadon hozzáférhető volt a Sun Community Source License[1] alatt, és néhány archívumból még mindig elérhető.
- Az aJ102 és aJ200 az aJile Systems, Inc.-tól. Elérhető a Systronix-nél
- Cjip a Imsys Technologies-től. Elérhető a következő helyen: AVIDwireless[2]
- Komodo egy többszálú Java mikrokontroller, a valós idejű időzítések kutatásához készült
- FemtoJava Archiválva 2011. szeptember 30-i dátummal a Wayback Machine-ben egy kutatási projekt, egy alkalmazásspecifikus Java processzor építéséhez készült
- ARM926EJ-S egy ARM processzor, amely képes Java bájtkódot futtatni, ezt a technológiát Jazelle-nek nevezték el
- Java Optimized Processor[3] FPGAk számára készült. Egy PhD-dolgozat, innen érhető el:
- SHAP bájtkód-processzor a TU Dresden-től
- jHISC,[4] amely biztosít hardver támogatást az objektumorientált funkciókhoz
- ObjectCore egy többmagos Java processzor, melyet a Vivaja Technologies tervezett.
- Java Offload Engine (JOE) egy nagy teljesítményű Java társprocesszor a Temple Computing Labs LLP-től.

## Fordítás
Ez a szócikk részben vagy egészben  a   Java_processor című angol Wikipédia-szócikk ezen változatának fordításán alapul.  Az eredeti cikk szerkesztőit annak laptörténete sorolja fel. Ez a jelzés csupán a megfogalmazás eredetét és a szerzői jogokat jelzi, nem szolgál a cikkben szereplő információk forrásmegjelöléseként.